# 윈디 윌로우스의 앤
윈디 윌로우스의 앤(Anne of Windy Willows), 일명 버드나무 집의 앤은 루시 모드 몽고메리의 빨간 머리 앤 시리즈의 네번째 작품으로 앤의 고등학교 교장 시절을 묘사한다.

## 등장 인물

### 버드나무 저택
- 앤 셜리
- 레베카 듀
- 케이트 아주머니
- 채티 아주머니
- 더스티 밀러

### 프링글 일가
- 새러
- 엘렌
- 톰 프링글
- 프링글 부인
- 제인 프링글
- 마이러 프링글

### 상록수 저택
- 엘리자베스
- 캠벨 부인

### 섬머사이드 고등학교
- 캐서린 브루크
- 존 매케이
- 소피 싱클레어
- 루이스 알렌
- 월프리드 블라이스

### 섬머사이드 주민
- 블래덕 부인
- 밸런타인 코탈로
- 스태턴 부인
- 미너바 톰캐런

### 에이번리
- 길버트 블라이스
- 레이첼 린드
- 마릴라 커스버트
- 데이비 키스
- 도라 키스
- 다이애나 라이트

### 첫 해
- 샐리 넬슨
- 노라 에디스 넬슨

### 둘째 해
- 헤이즐 마